# Amblyseius fieldsi
Amblyseius fieldsi är en spindeldjursart som beskrevs av Denmark och Muma 1989. Amblyseius fieldsi ingår i släktet Amblyseius och familjen Phytoseiidae. Inga underarter finns listade i Catalogue of Life.